# Бурлей, Вальтер

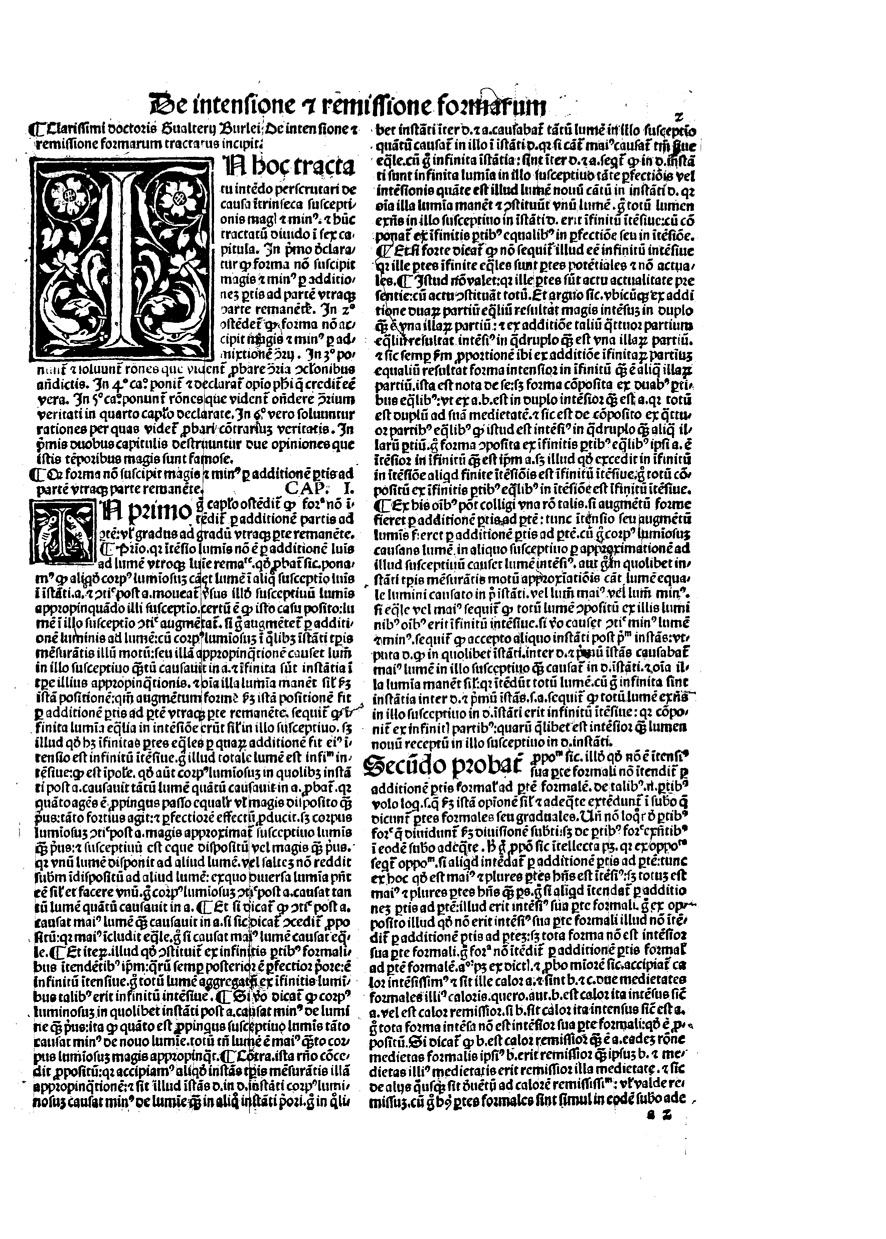
De intensione et remissione formarum, 1496

Вальтер Бурлей (Уолтер Бурлей; англ. Walter Burley; 1275—1344) — средневековый английский философ и логик.
Он получил учёную степень магистра свободных искусств в Оксфорде в 1301 году и был членом университетской коллегии Мертонского колледжа до 1305 года. Затем изучал теологию в Париже, с 1320 года доктор теологии. Член научного общества Сорбонны с 1324 года. После прочтения комментариев Уильяма Оккама к «Сентенциям» Петра Ломбардского, Бурлей выступил с критикой точки зрения Оккама по ряду вопросов логики и натурфилософии.

## Труды
Его главный труд «О совершенстве искусства логики. Большой трактат» (лат. De Puritate Artis Logicae Tractatus Longior), в котором он рассматривает, в частности, условия истинности для сложных высказываний и правила вывода для разных типов умозаключений. Он один из первых логиков, признающих первенство логики высказываний над силлогистикой, хотя преимущественно последней занимались логики вплоть до его времени.
Другие труды включают:
- О совершенстве искусства логики. Краткий трактат (лат. De Puritate Artis Logicae Tractatus Brevior)
- Трактат о суппозициях (лат. Tractatus de suppositionibus)
- Трактат о формах (лат. Tractatus de formis)
- Комментарий к «Об истолковании» Аристотеля (лат. In Aristotelis Perihermenias)
- Книга о жизни и нравах философов (лат. Liber de vita et moribus philosophorum)
- Трактат о консеквенциях (лат. Tractatus de consequentiis)